# Martyna Martynowicz
Martyna Martynowicz (ur. 11 lutego 1987) – polska judoczka.
Była zawodniczka TS Gwardia Opole (2000-2015). Brązowa medalistka zawodów Pucharu Europy w Bratysławie w 2015. Trzykrotna wicemistrzyni Polski (2011, 2012, 2013) oraz czterokrotna brązowa medalistka mistrzostw Polski (2006, 2007, 2010, 2015). Występowała głównie w kategorii do 52 kg. Trenerka w opolskim klubie Judo Mizuka.